# Skam Records
Skam Records is een onafhankelijke Britse platenmaatschappij gevestigd in Manchester. Deze werd in 1990 opgericht door Andy Maddocks.
Skam focust op kleine, nog onbekende artiesten. De eerste officiële single op het label werd geproduceerd door Sean Booth en Rob Brown, die samen Autechre vormen. In 1998 betrad Skam de lp-markt, met onder meer Boards of Canada en Gescom, een collectief dat aangevoerd wordt door het duo van Autechre. De meeste werken werden op kleine schaal uitgebracht, waardoor enkele klassiekers van toen zeldzaam zijn.